# Conseil du marché financier
Le Conseil du marché financier (arabe : هيئة السوق المالية), abrégé CMF, est l'autorité tunisienne chargée de la régulation et de la supervision du marché financier.

## Missions
Créé en 1994, le CMF a pour mission d'assurer la protection de l'épargne investie en valeurs mobilières, de veiller à la transparence du marché et au bon fonctionnement des opérations financières.
Le CMF exerce un pouvoir réglementaire, de surveillance et de sanction sur :
- les sociétés cotées en bourse ;
- les intermédiaires en bourse ;
- les organismes de placement collectif (OPCVM, SICAV, etc.) ;
- les appels publics à l'épargne.

Il veille également à la diffusion de l'information financière auprès des investisseurs et à la prévention des abus de marché tels que le délit d'initié ou la manipulation de cours.

## Cadre juridique
Le fonctionnement du CMF est régi par la loi no 94-117 du 14 novembre 1994, relative à la réorganisation du marché financier tunisien, ainsi que par des textes subséquents qui ont renforcé ses prérogatives et encadré son indépendance.
Parmi les évolutions récentes, le CMF a également publié un règlement encadrant le financement participatif, confirmant son rôle dans l'adaptation du cadre réglementaire aux innovations financières.

## Organisation
Le CMF est doté d'une personnalité morale et d'une autonomie financière. Il comprend un collège pluridisciplinaire et des commissions spécialisées. Son siège est situé à Tunis.
Le collège se compose d'un président, de trois membres permanents à plein temps, et de six membres non permanents représentant divers secteurs (ministère des Finances, Banque centrale, Cour des comptes, profession des intermédiaires en bourse, etc.). Le président et les membres sont nommés par décret,.

## Relations internationales
Le CMF développe des partenariats de coopération avec plusieurs autorités de régulation étrangères et institutions internationales, dans le cadre de la promotion de la transparence, de la protection des investisseurs et de l'harmonisation des pratiques de régulation. Depuis le 1er septembre 2020, le CMF préside l'Institut francophone de la régulation financière, pour un mandat de deux ans.
Le CMF a également accédé à la présidence de l'Union arabe des autorités de valeurs mobilières lors de la réunion tenue à Tunis le 16 mars 2017.